# Pinza (chimica)

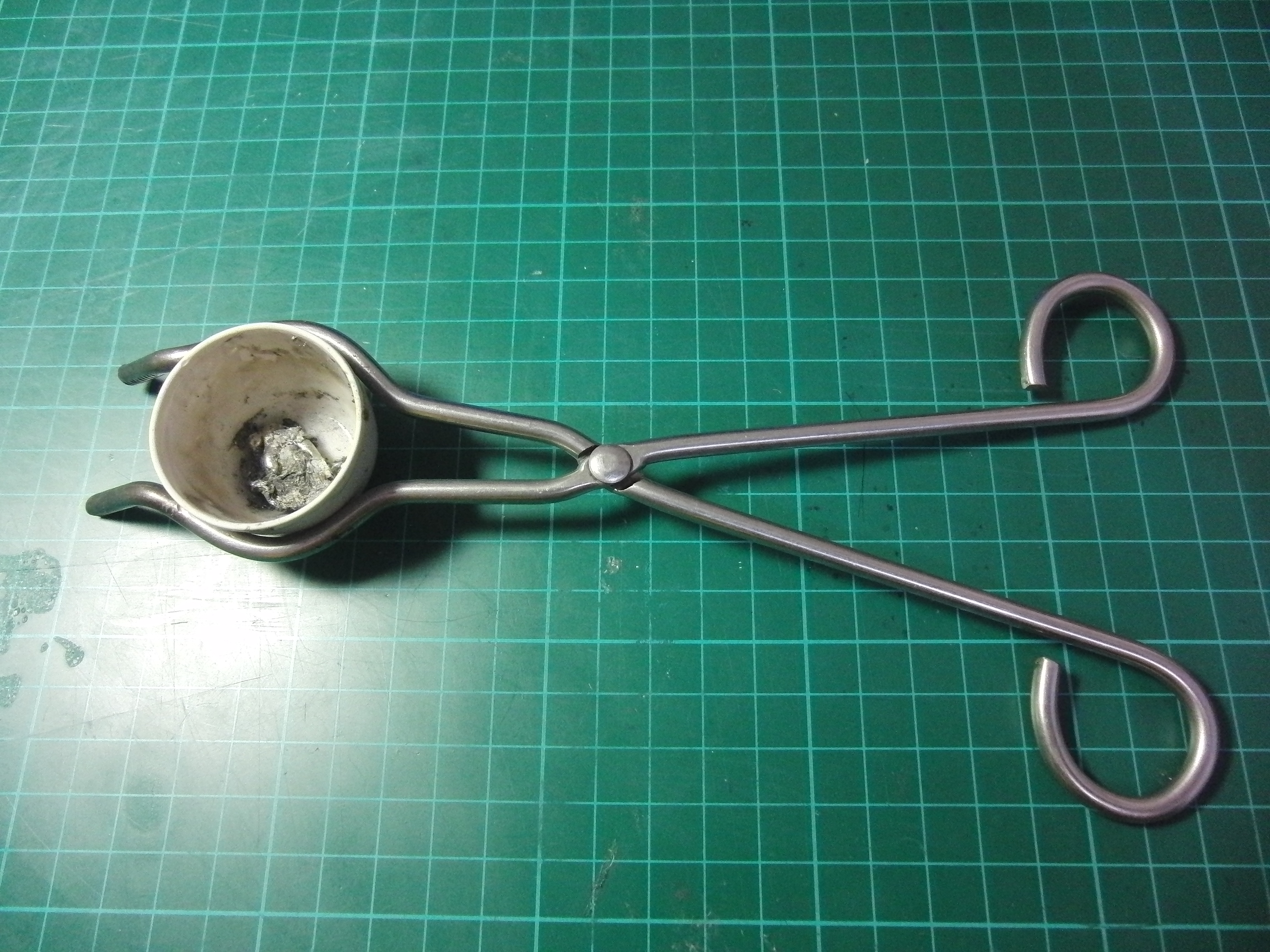
Pinza da laboratorio in metallo con crogiolo all'interno del quale sono contenuti i residui di una combustione

Le pinze da laboratorio sono semplici strumenti di comune impiego in laboratorio chimico. Vengono normalmente utilizzate per spostare o sorreggere vetreria che viene portata ad elevate temperature per riscaldamento diretto o per l'avvenimento al suo interno di reazioni chimiche esotermiche, nonché in tutte le situazioni nelle quali è sconsigliato l'utilizzo diretto delle mani, come ad esempio nel caso di trattamento di sostanze altamente corrosive.

## Tipologie
Esistono diversi tipi di pinze da laboratorio:

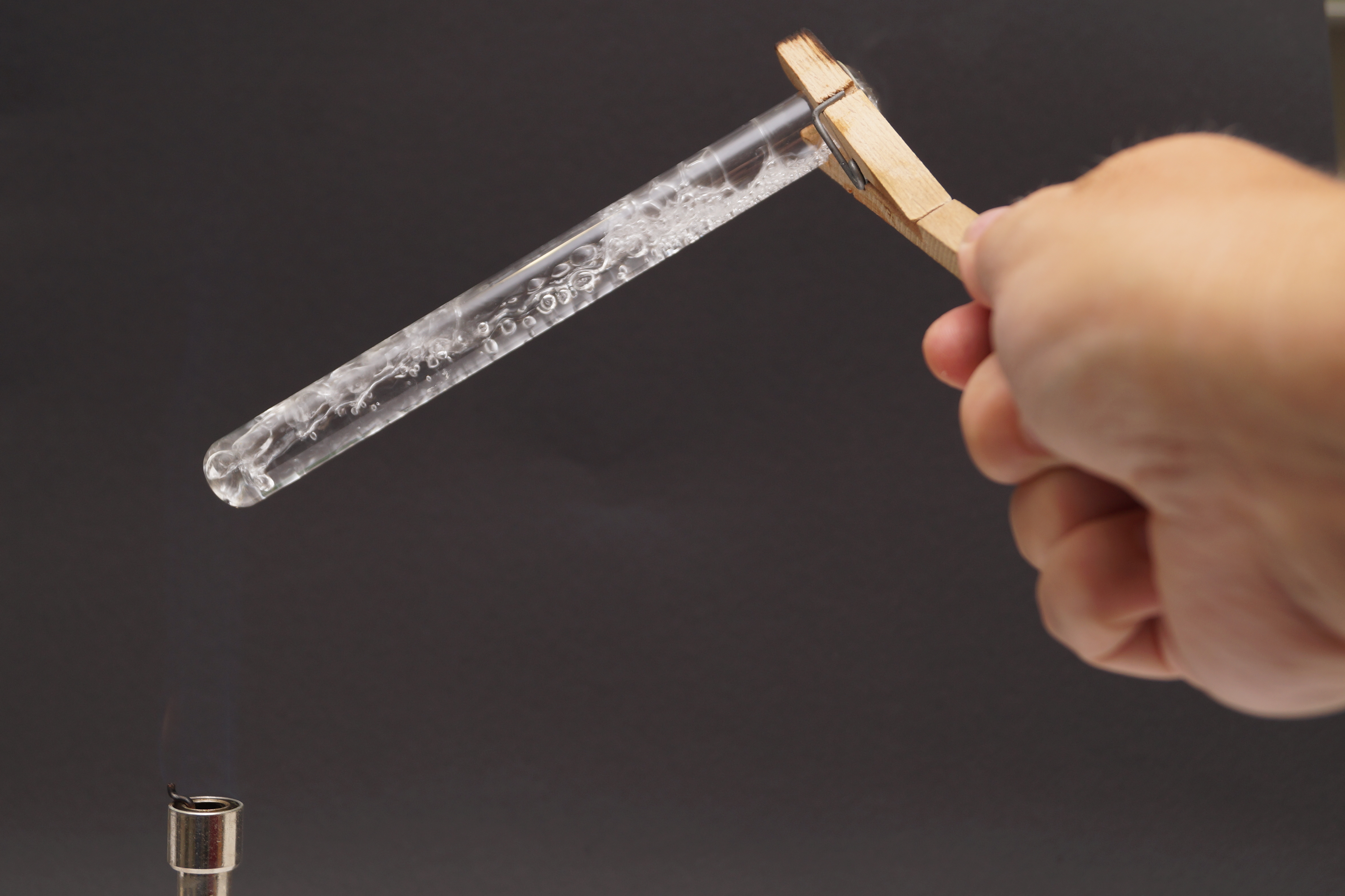
Pinza in legno usata per sorreggere manualmente una provetta

- Pinza in legno: oggetto non dissimile da una molletta da bucato, costituito da un braccio lungo, che funge da impugnatura, e da un braccio di dimensioni minori. Viene comunemente utilizzata come supporto per provette il cui contenuto è destinato al riscaldamento a bagnomaria o meno frequentemente su becco Bunsen, operazione questa che richiede infatti particolare attenzione considerata l'infiammabilità del materiale.[N 1] La molla, che costituisce il fulcro della pinza, conferisce il vantaggio di poter tener fissate le provette per lunghi intervalli di tempo senza ulteriori interventi operativi, ad esempio lasciando appoggiate le estremità della pinza ai bordi di un becher o mantenendola fissa a sua volta con dei morsetti ad un supporto da laboratorio.[1]

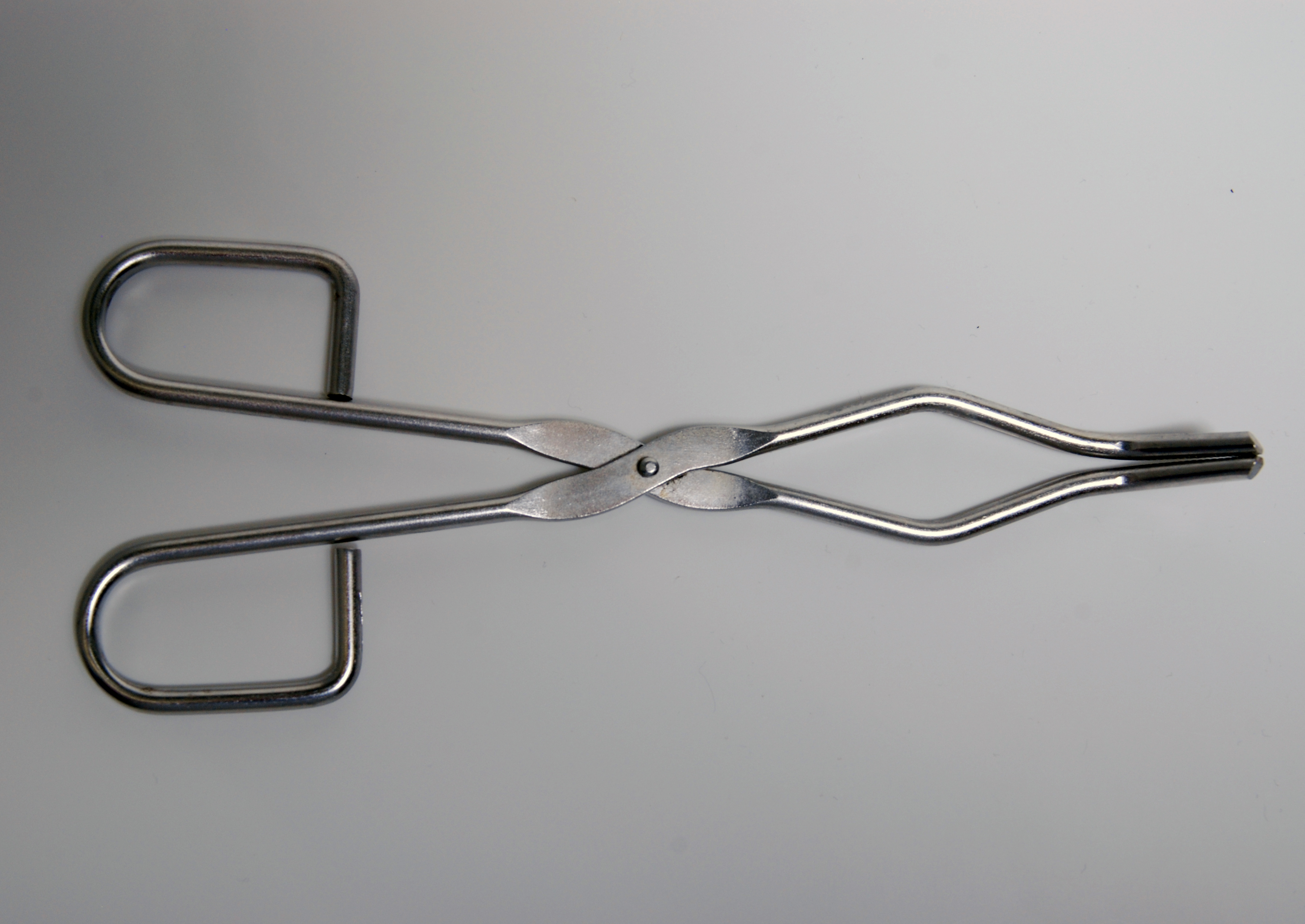
Pinza da crogiolo

- Pinza da crogiolo: arnese in acciaio inox solitamente simile ad un forcipe o a delle forbici utilizzato principalmente per maneggiare crogioli e becher. La forma peculiare permette di sorreggere il contenitore nello spazio tra il fulcro e la punta, oppure è possibile afferrarlo con la punta zigrinata ricurva. Il design della pinza permette all'operatore di laboratorio di reggere il crogiolo senza dover posizionare la mano al di sopra di esso, scongiurando quindi l'esposizione della cute ad eventuali fumi ustionanti. In ogni caso è comunque buona norma indossare guanti di protezione dal momento che l'acciaio, essendo un buon conduttore termico, si riscalda velocemente a contatto col contenitore, rendendo di conseguenza la pinza inutilizzabile.[1] A tal proposito esistono in commercio pinze da crogiolo con l'impugnatura o con la punta foderate in materiale plastico termoresistente ed a bassa conducibilità termica. L'accorgimento di ricoprire le punte con del materiale plastico è utile anche al fine di migliorare la presa della pinza.[2]

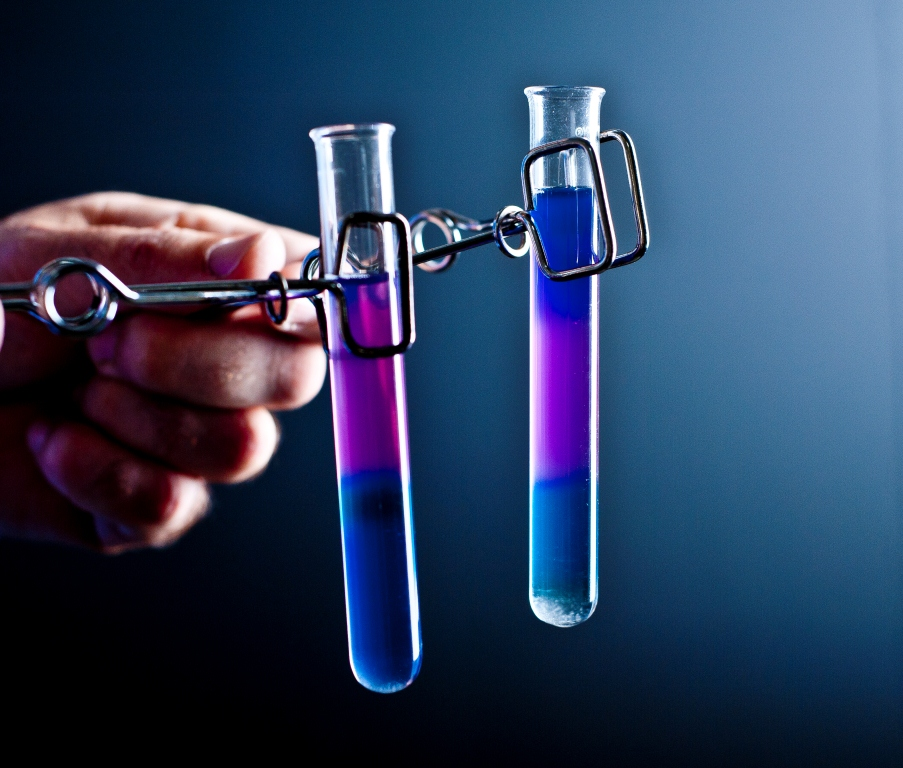
Pinze da becher usate per reggere provette

- Pinza da becher: utensile in acciaio analogo alla pinza da crogiolo, le punte sono ripiegate a formare dei rettangoli leggermente curvati verso l'interno lungo il lato minore, tale forma le rende ideali per afferrare saldamente oggetti di forma cilindrica, come per l'appunto sono i becher o le provette. Anche in questo caso possono essere rivestite di materiale plastico.[2]

### Annotazioni
1. ↑  Quando si riscalda su fiamma diretta il contenuto di una provetta è buona norma inoltre tenere la stessa inclinata di 45° circa avendo cura di non dirigere l'imboccatura verso persone nelle immediate vicinanze, evitando così la possibilità per eventuali schizzi di causare ustioni[1]

### Fonti
1. 1 2 3 4   Pinze, su chimica-online.it. URL consultato il 5 febbraio 2019.
2. 1 2 3   Pinze da laboratorio per sorreggere e maneggiare le attrezzature, su colaver.it. URL consultato il 5 febbraio 2019 (archiviato dall'url originale il 7 febbraio 2019).